# Anna Curtenius Roosevelt
Anna Curtenius Roosevelt (Estados Unidos, 1946) es una arqueóloga estadounidense y profesora de antropología en la Universidad de Illinois en Chicago. Ella estudia la evolución humana y la interacción humano-ambiente a largo plazo. Ella es una de las principales arqueólogas estadounidenses que estudian paleoindios en la cuenca del Amazonas. Su investigación de campo ha incluido hallazgos significativos en la isla de Marajo y Caverna da Pedra Pintada en Brasil. Realiza trabajo de campo adicional en la cuenca del Congo. Es la bisnieta del presidente de los Estados Unidos, Theodore Roosevelt .

## Educación y carrera
Roosevelt recuerda que, inspirada por su madre, por la lectura y por un viaje a Mesa Verde, se interesó en la arqueología a la edad de nueve años. Se graduó de la Universidad de Stanford en 1968 con un Bachillerato en Artes en Historia, Clásicos y Antropología. En 1977, obtuvo el doctorado, licenciándose en Antropología por la Universidad de Columbia.
De 1975 a 1985, trabajó como comisaria en el Museo Nacional de los Indios Americanos. Roosevelt fue comisaria invitada en el Museo Americano de Historia Natural de 1985 a 1989. Más tarde fue comisaria de arqueología en el Museo Field de Historia Natural. Sus primeros trabajos de campo la llevaron a las montañas de los Andes del Perú, posteriormente trabajó en México y en Venezuela. Actualmente es profesora de antropología en la Universidad de Illinois en Chicago.

## Isla Marajo

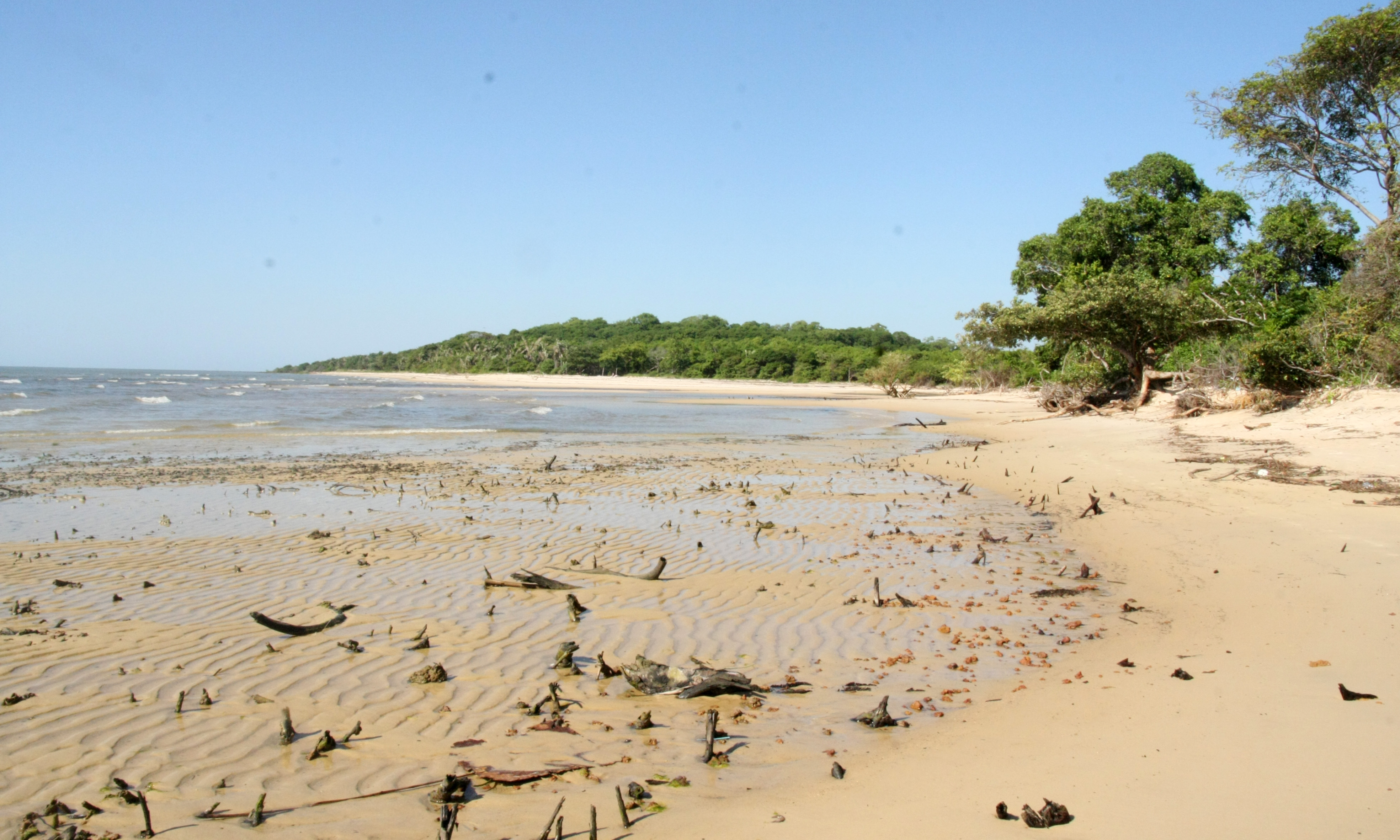
Praia de São João - Isla Marajó

En 1991, Roosevelt publicó Moundbuilders of the Amazon: Geophysical Archaeology en la isla de Marajo, Brasil, que detallaba su trabajo durante la década de 1980 sobre la cultura precolombina de Marajoara. Su equipo de investigación realizó estudios geofísicos de teledetección, junto con excavaciones. La isla de Marajo se encuentra cerca de la desembocadura del río Amazonas y contiene evidencias de asentamientos precolombinos.
En este trabajo, Roosevelt desafió la teoría de que la Amazonía precolombina era un "paraíso falsificado" incapaz de sostener una cultura humana cada vez más compleja. Roosevelt postuló que esta sociedad precolombina era "uno de los logros culturales indígenas más destacados", con una alta población y territorio, agricultura de subsistencia intensiva, así como obras públicas. Estos hallazgos y argumentos han llevado a continuos debates en arqueología y antropología sudamericana. Mientras tanto, los argumentos de la arqueóloga han llevado a otros investigadores a seguir y desarrollar su trabajo.

## Cueva de roca pintada
De 1990 a 1992, Roosevelt dirigió la excavación de la Cueva de la Roca Pintada ( Gruta Pedra Pintada ) cerca de Monte Alegre en el Estado de Pará, Brasil. El arte rupestre de Monte Alegre contiene muchos ejemplos de pinturas rupestres antiguas, incluidas huellas de manos, así como figuras y geometrías humanas y animales. La datación de estas pinturas sugiere que se encuentran entre el arte más antiguo del hemisferio occidental. La investigación de Roosevelt encontró evidencias de vida humana en el Amazonas mucho más antiguas de lo que se conocía anteriormente, quizás del doble de edad.

Durante un período de 1000 años, hace unos 10.000-11.000 años, los humanos usaron las cuevas y dejaron puntos de proyectil únicos, como evidencia de que habían transportado semillas de plantas desde muy lejos hasta el sitio. Vivían de una manera diferente a las culturas de los cazadores de caza mayor más conocidos del hemisferio occidental; confiando, mayormente, en los ríos y en el bosque. También sugirió una posterior reocupación humana en el sitio y a lo largo de la orilla cercana del río, gracias a una evidencia de cerámica de 7.500 años de antigüedad, lo que la convertiría en la cerámica más antigua o una de las más antiguas encontradas en las Américas. Los hallazgos de Roosevelt sugirieron que era necesario revisar el estudio de la migración de humanos a las Américas, así como el desarrollo de la civilización en el Amazonas.

## Actualidad
Roosevelt continúa el trabajo de campo en varios sitios en Brasil, más recientemente en sitios bajo el agua en el centro de Xingu, para observar las actividades de los paleoindios en los territorios fluviales de la Amazonía. Además, ha ampliado su enfoque de investigación a la cuenca del Congo africano. Su trabajo arqueológico en la cuenca del Congo se ha centrado en los sitios precerámicos de Bayanga en el suroeste de la República Centroafricana.

## Premios
Roosevelt ha sido elegida miembro de la Academia Americana de Artes y Ciencias y de la Royal Geographical Society. Ha sido galardonada con la Medalla de Exploradores y la Medalla de Oro de la Sociedad de Geógrafos de Mujeres . Brasil le otorgó la Orden de Río Branco y la Medalla Bettendorf. En 1988, recibió una beca de cinco años del Programa MacArthur Fellows. Ha recibido doctorados honorarios de Mount Holyoke y Northeastern University. Su investigación ha sido financiada por subvenciones de la National Science Foundation, el National Endowment for the Humanities, la Fulbright Commission, la Wenner-Gren Foundation y la Universidad de Illinois.
Es hija de Quentin Roosevelt II, y Frances Blanche Webb,  y nieta del general Theodore Roosevelt Jr. Su bisabuelo fue el presidente de los Estados Unidos Theodore Roosevelt. Sus hermanas son Susan Roosevelt Weld y Alexandra Roosevelt Dworkin.

## Trabajos
- "Prehistoria de la Amazonía". En Cambridge World Prehistory, editado por Colin Renfrew y Paul Bahn. Cambridge University Press, Cambridge, Reino Unido. (2013)
- "Detrás del velo: culpabilidad en el asesinato de Patrice Lumumba". Congonova 4: 1-11. Montreal, CN. (2011)
- "Los derechos humanos y la CIA: el caso del asesinato de Patrice Lumumba". Quinta Conferencia Internacional sobre Ética de la Seguridad Nacional Inteligencia, Programa y Resúmenes. Universidad de Georgetown, Washington D. C. páginas.   20-21. (2010)
- Amaz'homme: Sciences de l'Homme Sciences de la Nature en Amazonie, coeditado con E. Barone Visigali. Ibis Rouge. Cayena, FG. (2010)
- Primeros cazadores-recolectores en la selva de tierra firme: puntos de proyectiles provenientes de las minas de oro de Curua, en coautoría con John E. Douglas, Anderson Marcio Amaral, Maura Imazio da Silveira, Carlos Palheta Barbosa, Mauro Barreto y Wanderley Souza da Silva. Amazonica 1 (2): 422-483. (2009)
- "Arqueología geofísica en el bajo Amazonas: una estrategia de investigación". En Remote Sensing in Archaeology, editado por Farouk El Baz y James R. Wiseman. Nueva York: Springer. páginas.   435-467. (2007)
- "Ecología en la evolución humana: orígenes de las especies y de sociedades complejas". En A Catalyst for Ideas: Anthropological Archaeology and the Legacy of Douglas Schwartz, editado por V. Scarborough. Santa Fe: Escuela de Investigación Estadounidense. páginas.   169-208. (2005)
- Exploración geoarqueológica de Guajara, un montículo de tierra prehistórico en Brasil, con BW Bevan. Geoarchaeology 18 (3): 287-331. (2003)
- "Migraciones y adaptaciones de los primeros estadounidenses: Clovis y Pre-Clovis vistos desde América del Sur", con John Douglas y Linda Brown. En The First Americans: The Pleistocene Colonization of the New World, editado por N. Jablonski. Berkeley: University of California Press. Páginas.   159-236. (2002)
- "Género en la naturaleza humana: Sociobiología revisada y revisada". En En busca del género: enfoques arqueológicos mundiales, editado por SM Nelson y M. Rosen-Ayalon. Walnut Creek, CA: Altamira Press. Páginas.   355–376. (2002)
- "Sociedades de construcción de montículos del Amazonas y el Orinoco". En Archaeologia de las Tierras Bajas, editado por A. Duran Coirolo. Montevideo: Ministerio de Educación, Uruguay. (2000)
- "El Bajo Amazonas: un hábitat humano dinámico". In Imperfect Balance: Transformations Landscape in the Precolumbian Americas, editado por DL Lentz. Nueva York: Columbia University Press. Pp 455-491. (2000)
- "El desarrollo de sociedades complejas prehistóricas  : Amazonia, un bosque tropical ". En Complex Polities in the Ancient Tropical World, editado por EA Bacus, LJ Lucero y J. Allen. Arlington: Asociación Americana de Antropología. Pp 13–34. (1999)
- "La dinámica marítima, montañosa, forestal y los orígenes de la cultura compleja". En América del Sur, editado por Frank Salomon y Stuart Schwartz. Nueva York: Cambridge University Press. Pp 264–369. (1999)
- "O Povoamento das Americas: O Panorama Brasileiro". En Pre-historia da Terra Brasilis. Universidade Federal de Río de Janeiro. Pp 35-50. (1999)
- "Doce mil años de interacción humano-ambiente en la llanura de inundación del Amazonas". Avances en la botánica económica, vol. 13) Jardín Botánico de Nueva York. Pp 371–392. (1999)
- "Fechas de luminiscencia para el sitio paleoindio de Pedra Pintada, Brasil", en coautoría con M. Michab, JK Feathers, J.-L. Joron, N. Mercier, M. Selos, H. Valladas y J.-L. Reyss Cuaternaria Geocronología 17 (11): 1041-1046. (1998)
- "Habitantes de cuevas paleoindias en el Amazonas: el pueblo de las Américas", en coautoría con M. Lima Costa, C. Lopes Machado, M. Michab, N. Mercier, H. Valladas, J. Feathers, W. Barnett, M Imazio da Silveira, A. Henderson, J. Sliva, B. Chernoff, D. Reese, JA Holman, N. Toth y K. Schick. Science 272: 373-384. (1996)
- "La alfarería temprana en la Amazonía: veinte años de oscuridad académica". En The Emergence of Pottery: Technology and Innovation in Ancient Societies, editado por W. Barnett y J. Hoopes. Smithsonian Institution Press. Pp 115-131. (1995)
- "El ascenso y la caída de los cacicazgos amazónicos". L'Homme 33 (126-128): 255-284. (1993)
- Constructores de montículos de la Amazonía. Prensa académica, ISBN 978-0-12-595348-1  (1991)